# Andrzej Zygmuntowicz
Andrzej Zygmuntowicz (ur. 1951 w Poznaniu) – polski artysta fotograf. Członek rzeczywisty Okręgu Warszawskiego Związku Polskich Artystów Fotografików. Wiceprezes Zarządu Głównego i przewodniczący Rady Artystycznej ZPAF. Współtwórca Fundacji Konkursu Polskiej Fotografii Prasowej. Prezes Zarządu Warszawskiego Towarzystwa Fotograficznego.

## Życiorys
Andrzej Zygmuntowicz absolwent Wydziału Mechaniki Precyzyjnej Politechniki Warszawskiej (1974), związany z mazowieckim środowiskiem fotograficznym, mieszka, tworzy w Warszawie – fotografuje od wielu lat (po raz pierwszy zaprezentował swoje fotografie na wystawie w 1973 roku), od 1988 zajmuje się tylko fotografią. Miejsce szczególne w jego twórczości zajmuje fotografia aktu, fotografia dokumentalna, fotografia kreacyjna oraz fotografia martwej natury. W 1973 został członkiem Warszawskiego Towarzystwa Fotograficznego, w którym od 1979 do 1985 oraz od 1987 do 1989 pełnił funkcję prezesa Zarządu. 
Andrzej Zygmuntowicz jest autorem oraz współautorem wielu wystaw fotograficznych; indywidualnych, zbiorowych, pokonkursowych – w Polsce i za granicą. Jego fotografie wielokrotnie były doceniane nagrodami, wyróżnieniami. W 1988 roku został przyjęty w poczet członków Okręgu Warszawskiego Związku Polskich Artystów Fotografików (legitymacja nr 636), w którym pełnił funkcję prezesa Zarządu Głównego ZPAF (1991–1994) – obecnie jest wiceprezesem Zarządu Głównego ZPAF (kadencja 2017–2020) oraz pełni funkcję przewodniczącego Rady Naczelnej ZPAF. W 1992 był współzałożycielem Fundacji Konkursu Polskiej Fotografii Prasowej, gdzie objął funkcję prezesa Zarządu, którą sprawował do 2003 roku. 
Andrzej Zygmuntowicz uczestniczy w pracach jury w konkursach fotograficznych, prowadzi spotkania, prelekcje, wykłady o fotografii, jest kuratorem, komisarzem wystaw fotograficznych, jest autorem tekstów, publikacji o fotografii. Od 2005 jest wykładowcą w Uniwersytecie Warszawskim – na Wydziale Dziennikarstwa, od 1998 wykładowcą w Collegium Civitas oraz od 1989 wykładowcą w Studium Fotografii Związku Polskich Artystów Fotografików.

## Wystawy indywidualne
- Plaża (1976)
- Miejsca (1979)
- Piękne ukrzywdzone (1984)
- Miasteczko (1985)
- Smakuje (1997)
- Zmienne wiatry, fotografie z lat 1973-2013 (2013)[5][8]
- Trochę przyjemności (2016)[7][9]
- Andrzej Zygmuntowicz Zmienne wiatry. Droga fotografa (2018)[10]
- KWIAT PAPROCI. Od straty do odrodzenia – Galeria ZPAF (Kraków 2024)[16]

Źródło